# Kinziggau

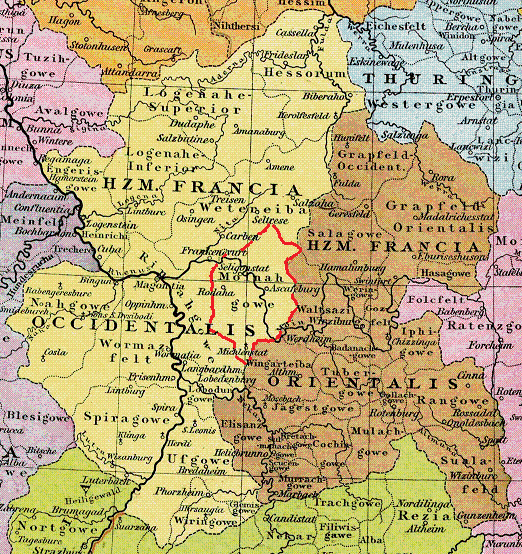
El Kinziggau es trobava al nord-est del Maingau, assenyalat en roig al mapa (al voltant de 1000)

El Kinziggau fou una regió històrica alemanya d'administració comtal sota els francs a l'època medieval, que s'estenia al llarg del riu Kinzig a Hessen. El Kinziggau era la província inferior més al nord del Maingau. Altres províncies inferiors eren el Rodgau i el Bachgau al sud així com el Plumgau al sud-oest.
Anava de la boca del Kinzig fins al Main i fins al damunt de Gelnhausen. Els llocs principals eren: Höchst, Wirtheim, Kassel, Bieber i Lohrhaupten. L'àrea pertanyia a l'arxidiaconat d'Aschaffenburg.
L'únic comte de Kinziggau conegut fou:
- Heribert de Wetterau, † 992, comte al Kinziggau i comte palatí el 976, de la casa dels conradians